# 스뱌토슬라프 크누셰비츠키
스뱌토슬라프 크누셰비츠키(Святосла́в Никола́евич Кнушеви́цкий, Sviatoslav Nikolayevich Knushevitsky, 1908년 1월 6일 ~ 1963년 2월 19일)는 구소련의 명첼리스트이다.
1908년 1월 6일 페트로프스크에서 태어났다. 모스크바 음악원에서 배웠다.
오이스트라흐와 오보린과의 3중주단이나 오이스트라흐 현악 4중주단 첼로 주자로서도 알려졌고, 1950년엔 스탈린상, 1956년에는 러시아공화국 공로예술가의 칭호를 받았다. 출생지에서 가까운 사라토프의 음악원에서 마조르포프에게 배웠고, 그 뒤 스승과 함께 모스크바로 가서 오래도록 볼쇼이극장의 수석 첼로 주자로 있었다. 2차대전 후에는 모스크바음악원에서 교수로 있으면서 많은 인재를 키웠다.